# Brownsboro Farm
Brownsboro Farm är en ort i Jefferson County, Kentucky, USA. År 2000 hade orten 676 invånare. Den har enligt United States Census Bureau en area på 0,4 km², allt är land.